# Woina (Künstlerkollektiv)

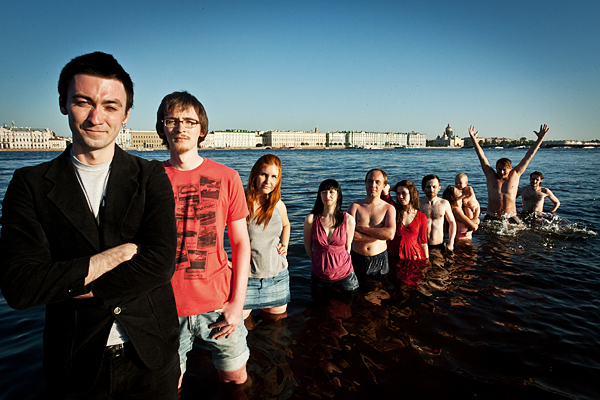
Gruppenaufnahme im August 2010

Woina (russisch Война; Deutsch Krieg) ist ein von Oleg Worotnikow und Natalja Sokol gegründetes russisches Künstler-Kollektiv, das mit Straßenkunst politische Provokation betrieb und durch Protestaktionen gegen die russische Regierung bekannt wurde. Zu den international bekanntesten ehemaligen Mitgliedern gehören Jekaterina Samuzewitsch und Nadeschda Tolokonnikowa.

## Geschichte und Aktionen
Gegründet wurde Woina im Jahr 2006 von Oleg Worotnikow und seiner Ehefrau, der Physikerin Natalja Sokol. Die Mitglieder von Wojna hatten sich an der Philosophischen Fakultät der Lomonossow-Universität in Moskau kennengelernt. Die provokativen Aktionen des Kollektivs „stehen in der Tradition der Narren in Christo, deren Verrücktheit in Russland seit dem Mittelalter respektiert wird“, kommentierte der Aktionskünstler Oleg Kulik die öffentlichen Auftritte der Gruppe.
Die Aktionen richteten sich beispielsweise gegen den Prozess gegen den damaligen Direktor des Sacharow-Zentrums, Juri Samodurow, indem die Aktivisten im Gerichtssaal einen satirischen Song aufführten. Im Frühjahr 2008, einen Tag vor der Wahl von Dmitri Medwedew, veranstalteten unter anderem Kulig und seine Ehefrau sowie die hochschwangere Nadeschda Tolokonnikowa mit ihrem Mann und anderen Woina-Mitgliedern eine Performance im Biologischen Museum in Moskau unter dem Titel „Fick zur Unterstützung für den Bärchen-Nachfolger“ – „Bärchen“ ist auf Russisch eine Verballhornung des Namens Medwedew und richtete sich auch gegen die Mutterschaftskapital-Initiative der russischen Regierung zur Steigerung der Geburtenrate in Russland. Wie vorherige und nachfolgende Aktionen, dominierten die von der Gruppe aufgenommenen Videos und Bilder die russischen Blogger-Webseiten; die Kommentare reichten von „Pornographen“ über „Vollidioten“ bis hin zu Vorwürfen, die Aktivisten hätten ihrer Universität Schande gebracht. Der wissenschaftliche Rat der Philosophischen Fakultät der Lomonossow-Universität distanzierte sich öffentlich, die nationalistisch-orthodoxe Gruppe „Volksversammlung“ verklagte ein Mitglied der Gruppe erfolglos wegen Verbreitung von Pornographie.
Am Tag der Oktoberrevolution im November 2008 veranstaltete Woina einen „Sturm auf das Weiße Haus“, indem die Aktivisten mit einem Beamer einen riesigen Totenschädel auf den Arbeitsplatz von Wladimir Putin und der russischen Regierung im Zentrum Moskaus projizierten.
Anfang 2009 wurden im Rahmen der Aktion „Ein Geschenk für Luschkow“, symbolisch und an Klettergurten gesichert, einige usbekische Gastarbeiter und Schwule in einem russischen Supermarkt aufgehängt, als Reaktion auf die schwulenfeindlichen Äußerungen des Moskauer Bürgermeisters Juri Luschkow und die Morde an Gastarbeitern aus Zentralasien.
Im Jahr 2010 malte das Kollektiv mit 55 Liter weißer Emulsionsfarbe einen stilisierten Penis im Format 65 auf 27 Meter auf den Teil einer Zugbrücke (Liteiny-Brücke in St. Petersburg), die sich gegenüber dem Gebäude des Inlandsgeheimdienstes befand. 2011 wurde ebenso medienwirksam eine Aktion durchgeführt, bei der Woina-Aktivisten Polizistinnen im Dienst überwältigten und zum Kuss nötigten.
Jekaterina Samuzewitsch und Nadeschda Tolokonnikowa engagierten sich von Oktober 2011 bis zu ihrer vorzeitigen Haftentlassung im Oktober 2012 respektive Dezember 2013 bei der Protestbewegung Pussy Riot – weitere Aktionen von Woina sind seit 2011 in der breiteren Öffentlichkeit nicht mehr bekannt geworden, auch wenn die Gruppe weiterhin aktiv ist. Die Ehefrau des Gründers Oleg Worotnikow, Natalja Sokol, wollte Medienberichten zufolge Asyl in der Schweiz beantragen.
Von Zürich aus zogen Oleg Worotnikow und Natalja Sokol zusammen mit ihren drei Kindern in ein besetztes Haus nach Basel. Dort kamen sie jedoch – wie schon 2014 in Venedig – in Konflikt mit den übrigen Bewohnern, die ihnen Schmarotzertum vorwarfen. Worotnikov und Sokol filmten die Auseinandersetzungen und veröffentlichten Teile daraus im Internet. Zwei Mal musste die Polizei ausrücken. Danach wurde die Familie aus dem Haus geworfen.
Obschon Worotnikow und Sokol in der Schweiz Asyl beantragt hatten, zogen sie weiter nach Prag. Dort wurden sie am 18. September 2016 verhaftet.